# Ornament regencyjny

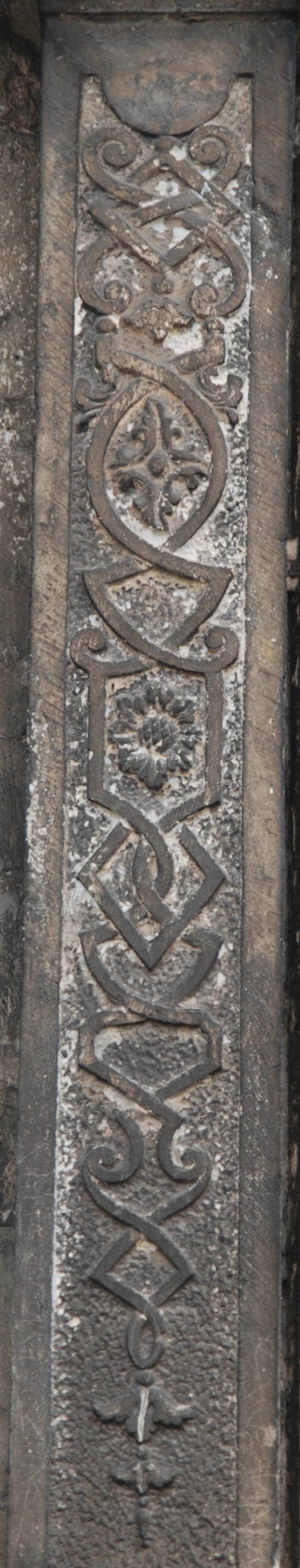
Ornament regencyjny. Fragment dekoracji elewacji kościoła klasztornego w Jędrzejowie

Ornament regencyjny (ornament wstęgowo-cęgowy) – ornament charakterystyczny dla sztuki późnego baroku, występujący w Europie w 1 połowie XVIII wieku. Jego nazwa związana jest z regencją Filipa Orleańskiego (1715-1723).
Ornament ten składa się z motywu wstęgi, który pojawił się już pod koniec XVII wieku. W ornamencie regencyjnym często towarzyszą jej kampanule, lambrekiny, kratka regencyjna, różyczki. Wstęga biegnie liniami prostymi i krzywymi, przeplata się i układa w charakterystyczne cęgi.